# Otto Kreitz
Peter Sebulon Otto Kreitz (* 16. Dezember 1888 in Ronsdorf; † 8. Februar 1974 in Wuppertal-Ronsdorf) war ein deutscher Politiker.

## Leben
Als Sohn des Bandfabrikanten Otto Kreitz und seiner Ehefrau Magdalena, geborene Carnap, wurde Peter Otto Kreitz im heute zu Wuppertal gehörenden Ronsdorf geboren. Nach dem Besuch des Realgymnasiums und der Preußischen Bandwirkerfachschule verbrachte er vier Jahre in den Vereinigten Staaten, um Erfahrungen für die Führung einer Bandfabrik zu gewinnen. Im Ersten Weltkrieg schwer verwundet, arbeitete er danach zunächst in der Bandindustrie. Ab 1928 wurde er als Generalagent einer großen Versicherung tätig.
Kreitz gehörte von 1945 bis 1964 dem Wuppertaler Stadtrat an und war Fraktionsvorsitzender der Freien Demokratischen Partei (FDP). Von 1948 bis 1949 war er stellvertretender Bürgermeister. Er bewohnte die Villa Carnap in Wuppertal-Ronsdorf, die seit 1993 als Baudenkmal geschützt ist. Er starb 1974, sein Grab befindet sich auf dem evangelisch-reformierten Friedhof Staubenthaler Straße.

## Ehrungen
- Johann-Rütger-Brüning-Medaille.[3]
- Sein Grab gilt als Ehrengrab und wird von der Wuppertaler Stadtverwaltung gepflegt.[3]
- Nach ihm wurde am 4. September 1984 die Otto-Kreitz-Straße in Wuppertal-Ronsdorf benannt.[4]
- In der Datenbank des Bundespräsidialamtes wird Otto Kreitz geführt, aber ohne Orden. Das könnte ein Zeichen dafür sein, dass er den Orden nicht erhielt, weil er vorher verstarb oder weil er ihn nicht annehmen wollte.[2]